# Potamitisa
Potamitisa (gr. Ποταμίτισσα) – wieś w Republice Cypryjskiej, w dystrykcie Limassol. W 2011 roku liczyła 62 mieszkańców.